# Iranotmethis persa
Iranotmethis persa är en insektsart som först beskrevs av Henri Saussure 1888.  Iranotmethis persa ingår i släktet Iranotmethis och familjen Pamphagidae.

## Underarter
Arten delas in i följande underarter:
- I. p. persa
- I. p. zagrosi